# Ladislav Egert
Ladislav Egert (9. prosince 1945 Příbram - 11. února 1981 Praha) byl český televizní scenárista, divadelní dramaturg a hudební skladatel.

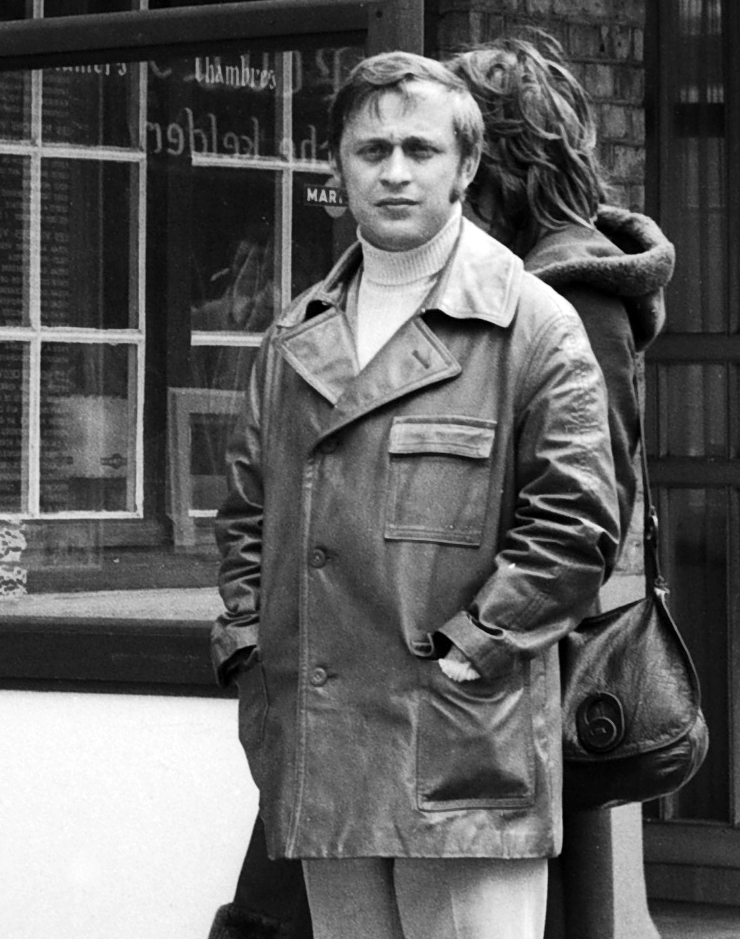
Ladislav Egert na zájezdu absolventů herectví, režie a dramaturgie DAMU v roce 1972 v belgických Atverpách.

## Život
Vystudoval gymnázium v Příbrami, hudební konzervatoř v Plzni a roku 1972 absolvoval obor dramaturgie na divadelní fakultě Akademie múzických umění v Praze. V roce 1977 se stal vedoucím uměleckého oddělení Armádního uměleckého souboru Víta Nejedlého v Praze. Převážně však působil jako televizní scenárista a dramaturg pod vedením tehdejšího vedoucího dramatického vysílání 1. a 2. programu Československé televize Antonína Dvořáka.

## Dílo
Na motivy knihy Karla Konráda napsal scénář divadelní hry Rinaldino, dále napsal a inscenoval hru Mášenka podle Alexandra Nikolajeviče Afinogenova (1972) a divadelní hru Jana Nestroye Talisman (1972). K významnějším hudebním počinům jeho skladatelské tvorby patří hudba k dramatické básni Henrika Ibsena Peer Gynt inscenované v roce 1972 v divadle E. F. Buriana.